# Santiago Vázquez (localidad)
Santiago Vázquez es un pueblo uruguayo ubicado en el departamento de Montevideo, limitando con el departamento de San José.

## Ubicación

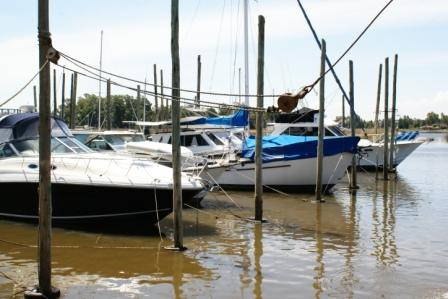
Puerto de yates de Santiago Vázquez, Montevideo.

Está ubicado en la desembocadura del río Santa Lucía en el Río de la Plata, a unos 22 km del centro de Montevideo; al nordeste está la zona de Melilla. 

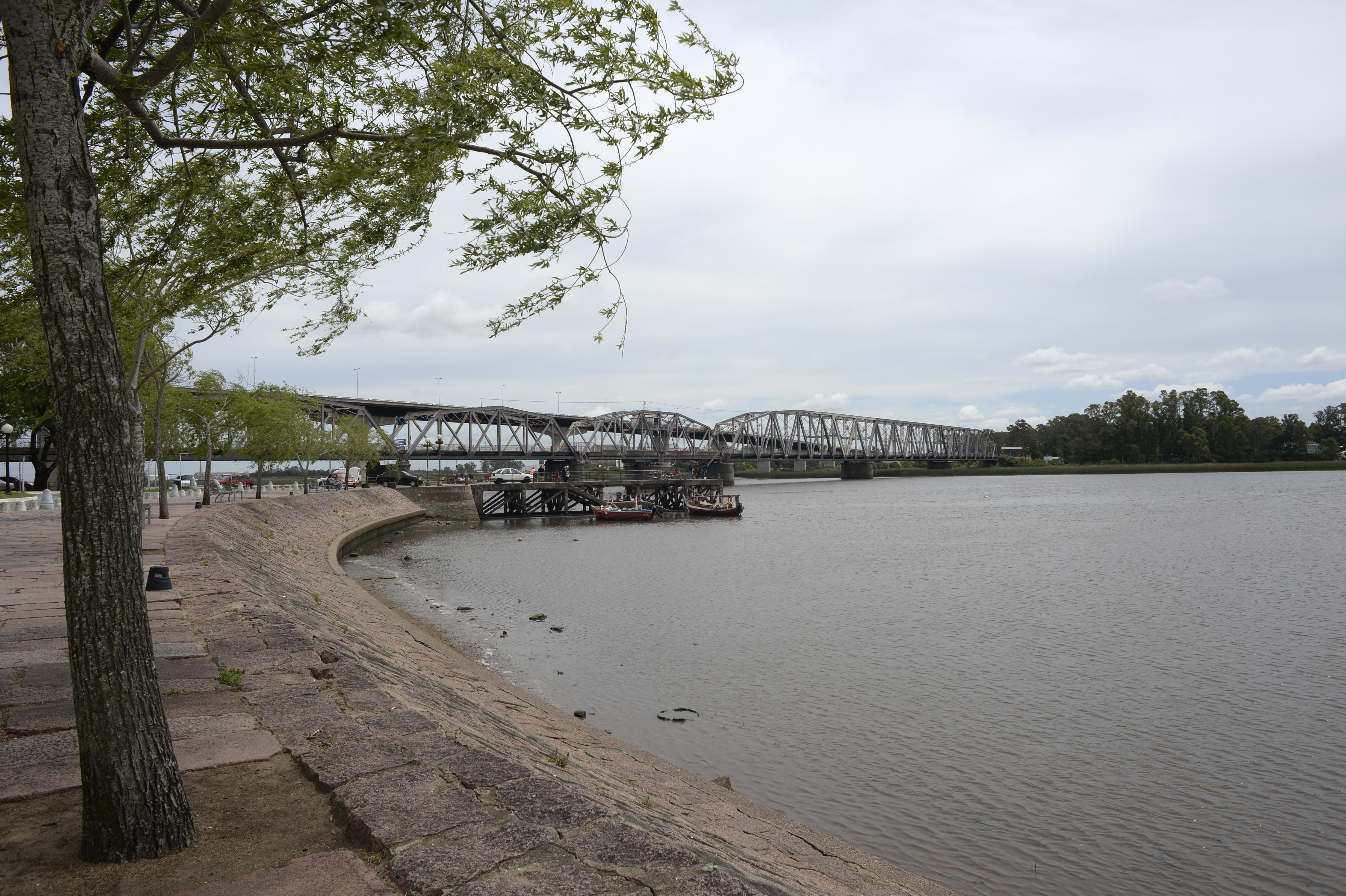
Imagen de localidad, Santiago Vázquez, Montevideo, Uruguay

Es el único núcleo de población del departamento que no está conurbanizado con la ciudad de Montevideo. Cuenta con una población de 3.800 habitantes.
Es un centro ecológico natural con costas, bañados y montes indígenas. Tiene un puerto natural y forma parte de un delta que comprende unas 25.000 hectáreas de humedales. En la primera mitad del siglo XX este pueblo se convirtió en un centro turístico a través de la construcción del Hotel de la Barra, de los parques Segunda República Española y Lecocq, la pista de regatas y los clubes náuticos (uno de los más famosos es el Club Alemán de Remo).
Hoy Santiago Vázquez, también conocido como "La Barra de Santa Lucía", o simplemente La Barra, por el puente giratorio de hierro de fabricación alemana (finalizado por una empresa estadounidense) y el paseo a la vera del río, que une a los Departamentos de San José y Montevideo.
En sus cercanías se encuentra el centro penitenciario homónimo.

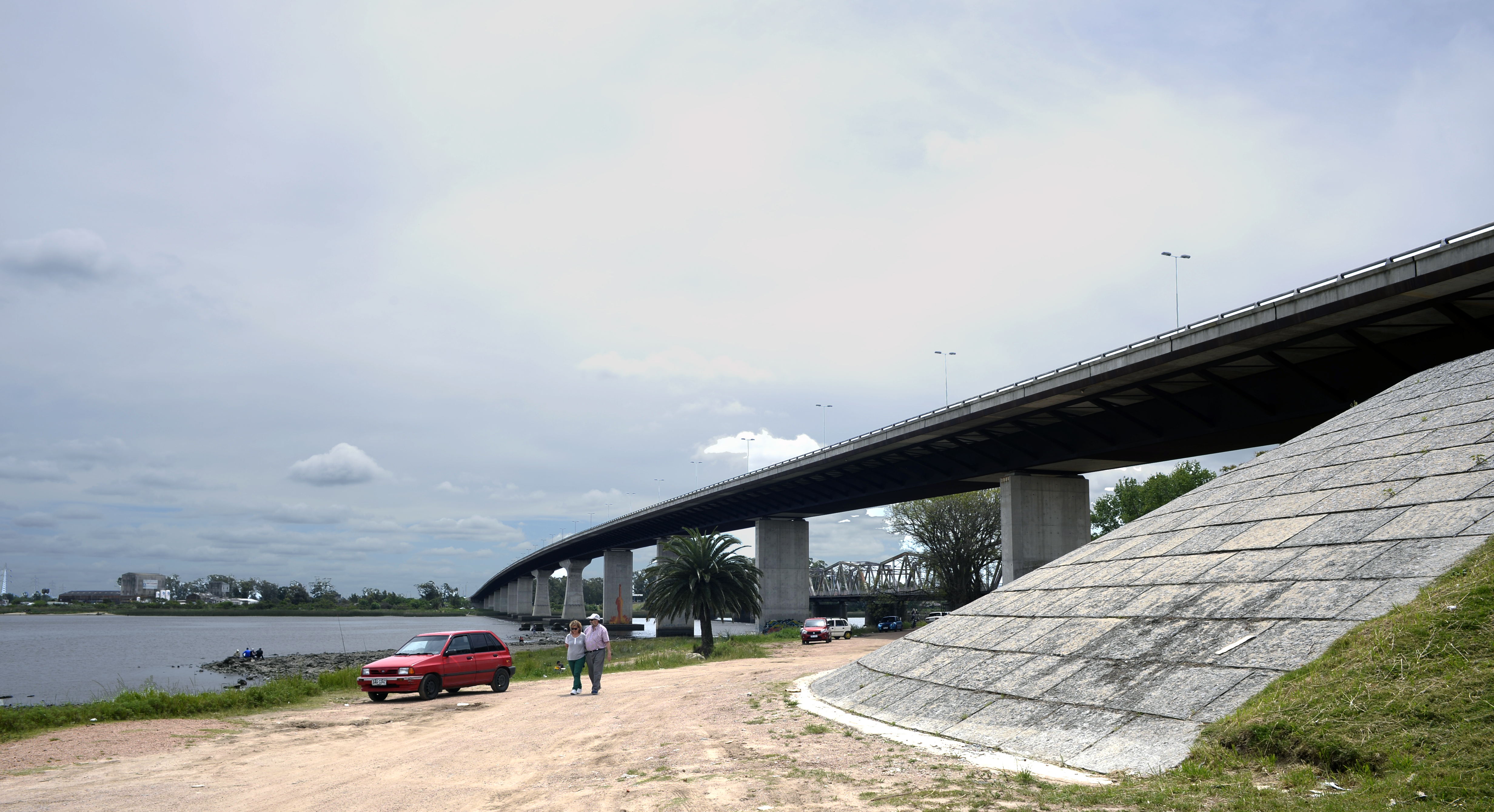
Imagen de localidad, Santiago Vázquez, Montevideo, Uruguay. Se ve el puente.

## Historia
Las primeras construcciones que se realizaron sobre los terrenos del actual pueblo son de mediados del SXVIII, cuando se construyó un destacamento militar. Pero recién en el año 1872 es que se dio paso a la conformación del pueblo. Mario R. Pérez quien por esos años era titular de "Empresa del Ferrocarril y Tranvía del Norte", ganó una licitación y decidió construir allí corrales para el abasto de ganado y también una línea de tranvía que permitiera transportar la carne hacia Montevideo.
Fue denominado oficialmente Santiago Vázquez debido a un decreto consolidado en 1912, en honor al político y constituyente de 1830.
En la década de 1920, la compañía de Ferrocarril y Tranvía del Norte es adquirida por la Administración de Ferrocarriles y Tranvías del Estado, quien además del servicio ferroviario comienza a operar un servicio de tranvías, la línea E,  la llegada de este tranvía fortaleció significativamente el crecimiento demográfico y de infraestructuras, llegando a tener unos 1500 habitantes. Se inauguraron espacios emblemáticos del pueblo, que hasta hoy siguen en pie y son característicos; algunos de ellos son el "Centro recreativo La Lira", "Club Alemán de Remo", entre otros. 
Durante las décadas de 1930 y 1940 con el objetivo de utilizar el gran potencial atractivo del pueblo se construyeron pistas de regatas, espacios recreativos y el crecimiento del Hotel de la Barra. En 1943 se inauguró el parque "Segunda República Española", donde hoy funciona la Biblioteca Municipal y hay habilitados espacios para disfrutar el aire libre; y durante 1946 y 1951 se construyó el Parque Lecocq bajo la dirección del arquitecto Mario Paysee Reyes. En 1957 fue disuelto el servicio de tranvías eléctricos, siendo este el último tranvía en circular en Montevideo. 
A comienzos de la década de 1980 se comenzaron a construir los accesos de la Ruta Nacional Nro. 1, lo que significó otro punto de tránsito, generando más dinamismo en el pueblo y la llegada de nuevos habitantes.